# Myersiohyla loveridgei
Myersiohyla loveridgei är en groddjursart som först beskrevs av Juan A. Rivero 1961.  Myersiohyla loveridgei ingår i släktet Myersiohyla och familjen lövgrodor. IUCN kategoriserar arten globalt som otillräckligt studerad. Inga underarter finns listade i Catalogue of Life.